# Ilse Trautschold
Ilse Trautschold, née à Berlin (dans l'Empire allemand) le 27 février 1906 et morte dans cette ville le 17 mai 1991, est une actrice et artiste de cabaret allemande.

## Biographie
Ilse Trautschold est la fille de l'acteur Gustav Trautschold. Elle fut la compagne de l'acteur Friedrich Gnaß.

## Filmographie partielle

### Au cinéma
- 1929 : L'Enfer des pauvres (Mutter Krausens Fahrt ins Glück) : Erna
- 1931 : Danseuses pour Buenos Aires (Tänzerinnen für Süd-Amerika gesucht) de Jaap Speyer
- 1932 : Ballhaus goldener Engel
- 1932 : F.P.1 antwortet nicht : Zimmermädchen
- 1933 : Was gibt's Neues heut?
- 1934 : Die rosarote Brille
- 1935 : La Fille des marais (Das Mädchen vom Moorhof)
- 1935 : Schwarze Rosen
- 1936 : Der Favorit der Kaiserin : Sophie ihr Kammermädchen
- 1936 : Schlußakkord
- 1937 : Psst, ich bin Tante Emma
- 1937 : Paramatta, bagne de femmes
- 1938 : Der Fünfzigmarkschein
- 1938 : Wie einst im Mai : Freund bei Georgs Wiedersehensfeier
- 1939 : Notgemeinschaft Hinterhaus
- 1939 : L'Empereur vert : Hoysens Sekretärin
- 1939 : Silvesternacht am Alexanderplatz
- 1939 : Die barmherzige Lüge : Mädchen bei Clausen
- 1948 : Ballade berlinoise
- 1949 : Les Quadrilles multicolores
- 1949 : Der Biberpelz : Frau Wulkow
- 1949 : Notre pain quotidien (Unser täglich Brot) de Slátan Dudow
- 1950 : Der Auftrag Höglers : Sekretärin
- 1950 : Semmelweis - Retter der Mütter : Kranke
- 1954 : Docteur de femmes
- 1955 : Das Sandmännchen
- 1956 : II-A in Berlin : Zofe Anna
- 1960 : La Peau d'un espion
- 1960 : Le Dernier Témoin
- 1963 : Le Château Gripsholm (en)
- 1974 : 1 Berlin-Harlem
- 1977 : Auf der Insel : Kohlenhändlerin Lotti
- 1981 : Possession

## Récompenses et distinctions
- 1987 : German Film Awards : Prix d'honneur